# Sinagoga Maghain Aboth
La sinagoga Maghain Aboth (en chino: 马海阿贝犹太庙; en inglés: Maghain Aboth Synagogue) es una sinagoga en Singapur. Se encuentra en la calle Waterloo, en el área planificada de Rochor, dentro de la zona central, en el distrito central de negocios de Singapur.
La sinagoga fue construida en 1878. Es la sinagoga más antigua en el sureste de Asia. Hasta hoy, todavía hay varios edificios judíos de pie dentro de sus alrededores. Los descendientes de algunos de los primeros colonos judíos de Singapur siguen viviendo y haciendo negocios en Singapur.